# Rapsódias romenas

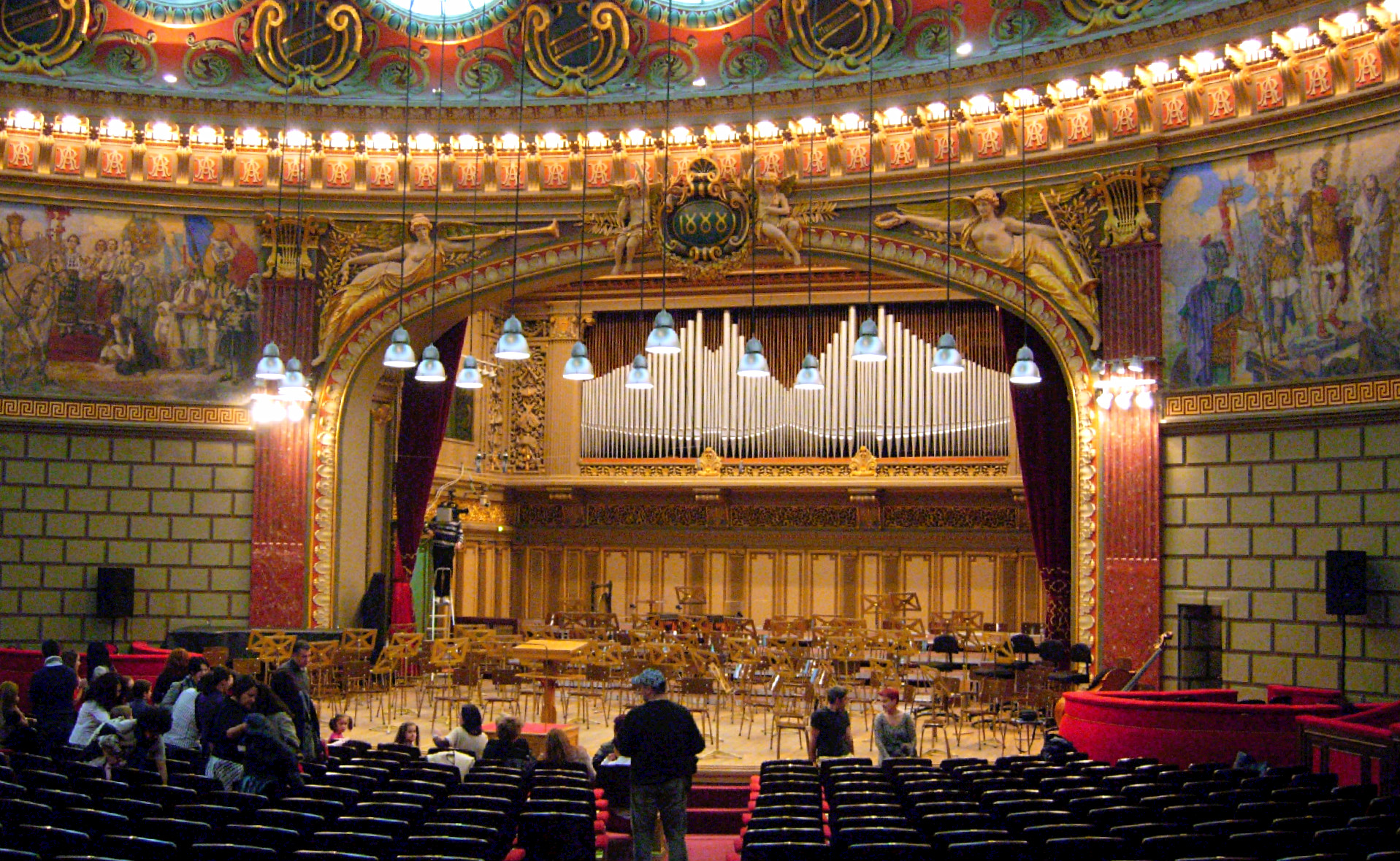
O palco do Ateneu em Bucareste

As duas Rapsódias Romenas, Op. 11, para orquestra, são as composições mais conhecidas de George Enescu. Foram escritas em 1901 e executadas juntas pela primeira vez em 1903. As duas rapsódias, especialmente a primeira, há muito ocupam um lugar permanente no repertório de todas as grandes orquestras. Elas empregam elementos da música lăutărească, ritmos romenos vívidos e uma aura de espontaneidade. Apresentam uma coloração modal exótica, com algumas escalas contendo terças, sextas ou sétimas 'móveis', criando uma atmosfera oscilante entre maior e menor, uma das características da música romena. Também incorporam alguns materiais encontrados nos rascunhos posteriores do Poème roumaine, Op. 1, de Enescu.

## História
As duas Rapsódias Romenas foram compostas em Paris e estrearam juntas em um concerto no Ateneu Romeno, em Bucareste, que também incluiu a estreia mundial da Primeira Suíte para Orquestra, Op. 9 (1903), de Enescu. O compositor regeu todas as suas três obras, que foram precedidas no programa pela Abertura de Les francs-juges, de Berlioz, e pela Sinfonia nº 1, de Schumann — ambas regidas por Eduard Wachmann [ro]. O concerto ocorreu em 23 de fevereiro de 1903 (segundo o calendário juliano em vigor na Romênia na época; 8 de março de 1903 no calendário gregoriano). A Segunda Rapsódia foi executada primeiro, e Enescu manteve essa ordem de apresentação por toda a vida.

## Rapsódia n.º 1 em lá maior
A Rapsódia N.º 1 em lá maior é dedicada ao compositor e pedagogo Bernard Crocé-Spinelli [de] (colega de Enescu na classe de contraponto de André Gedalge [fr] no Conservatório) e é a mais conhecida das duas rapsódias. A essência dessa rapsódia é a dança. Enescu afirmou que era "apenas algumas melodias jogadas juntas sem pensar muito", mas seus rascunhos sobreviventes mostram que ele planejou cuidadosamente a ordem das melodias e os melhores arranjos instrumentais para cada uma. A obra foi concluída em 14 de agosto de 1901, quando Enescu tinha apenas 19 anos.
De acordo com a partitura publicada, a instrumentação é a seguinte: 3 flautas (a 3ª dobrando flautim), 2 oboés, corne inglês, 2 clarinetes em lá, 2 fagotes, 4 trompas, 2 trompetes em dó, 2 cornetas em lá, 3 trombones, tuba, 3 tímpanos, triângulo, caixa-clara, pratos, 2 harpas, violinos I & II, violas, violoncelos, contrabaixos.
A Primeira Rapsódia é exuberante e extrovertida. Ela começa citando a canção folclórica "Am un leu şi vreau să-l beau" (traduzida de várias formas, como "Quero gastar meu dinheiro bebendo", "Tenho uma moeda e quero beber", ou, mais literalmente, "Tenho um leu e quero bebê-lo"), executada por oboés e clarinetes. A melodia era tocada pelo violinista romeno Lae Chioru (Nicolae Filip), com quem Enescu teve suas primeiras aulas de violino aos 4 anos. No entanto, há dúvidas se Enescu realmente a lembrava de Chioru, pois a música já circulava em coletâneas impressas desde 1848 (com grafia alternativa: "Am un leu şi vreau să-l beu"), que ele poderia ter consultado. Em seguida, uma melodia mais lenta é introduzida pelos violinos. À medida que a obra progride, esse tema acelera e se torna mais animado, culminando em uma vibrante dança folclórica, que cita extensivamente a melodia de "Ciocârlia" ("A cotovia"), um tema popular supostamente composto pelo músico romeno Angheluș Dinicu.
Enescu regeu a Primeira Rapsódia em seu último concerto em Nova York, com membros da Filarmônica de Nova York, em 21 de janeiro de 1950. O concerto celebrou seus 60 anos como artista, e nele Enescu atuou como violinista (ao lado de Yehudi Menuhin, no Concerto para Dois Violinos de Bach), pianista (em sua Sonata para Violino e Piano nº 3, também com Menuhin) e regente (da Suíte nº 2 para Orquestra, Op. 20 e da Rapsódia, que encerrou o programa).

## Rapsódia n.º 2 em ré maior
A Segunda Rapsódia, assim como a primeira, foi concluída em 1901, mas é mais introspectiva e reflexiva. Sua essência não é a dança, mas o canto. Ela se baseia na balada popular do século XIX "Pe o stîncă neagră, într-un vechi castel" ("Sobre uma rocha negra, num velho castelo"), que, assim como a melodia inicial da Primeira Rapsódia, Enescu pode ter aprendido com o lăutar Chioru. No entanto, também aqui há dúvidas se ele realmente a recordava de Chioru. Após um desenvolvimento que culmina numa apresentação em cânone, esse tema é unido a uma melodia de dança, "Sîrba lui Pompieru" ("A sirba do Bombeiro"), seguida pouco depois pela segunda parte de uma canção folclórica, "Văleu, lupu mă mănîncă" ("Ai, o lobo está me devorando!"), tratada em contraponto canônico. No final, surge um breve momento de animação, evocando o espírito dos lăutari do interior, mas a obra termina em suavidade e quietude.
Diferentemente da Primeira Rapsódia, não há qualquer controvérsia sobre a instrumentação da Segunda, que é apresentada na partitura publicada da seguinte forma: 3 flautas, 2 oboés, corne inglês, 2 clarinetes em lá, 2 fagotes, 4 trompas, 2 trompetes em dó, 3 trombones, 2 tímpanos, prato, 2 harpas, primeiros violinos, segundos violinos, violas, violoncelos e contrabaixos.

## Terceira Rapsódia
Na Feira Mundial de Nova York, em 8 de maio de 1939, Enescu regeu um programa de composições romenas, que incluiu sua Segunda Rapsódia Romena. A nota anônima do programa declarava:
"Esta é a segunda de um conjunto de Trois Rhapsodies Roumaines, Op. 11, nas quais Enesco evocou as canções folclóricas de seu país. A primeira e mais conhecida da série está em lá maior; a terceira, em sol menor."
Embora fontes posteriores ocasionalmente tenham mencionado essa "Terceira Rapsódia", ela parece nunca ter existido de fato.

## Legado
Apesar de sua popularidade, as duas Rapsódias romenas acabaram se tornando "um peso morto para Enescu: mais tarde em sua vida, ele lamentou amargamente como elas dominaram e limitaram sua reputação como compositor". O próprio Enescu gravou cada uma das rapsódias três vezes, mas considerava novos pedidos de gravações como "une [sic] grosse affaire commerciale" ("um grande negócio comercial").
Ambas as rapsódias receberam dezenas de gravações por outros maestros e orquestras.